# チャオプラヤー級フリゲート
チャオプラヤー級フリゲート（英語: Chao Phraya-class frigate）は、タイ王国海軍のフリゲートの艦級。中国人民解放軍海軍の江滬型フリゲートの準同型艦にあたり、中国側の公称艦型は、前半2隻は053HT型、後半2隻は053HT(H)型。

## 来歴
第二次世界大戦後のタイ王国が直面した安全保障上の問題は、内憂としては武装共産主義運動、外患としてはカンボジアやラオスにおけるベトナム軍の脅威と、いずれも陸上からのものであった。ベトナムの海軍力は極めて小さく、脅威としてはおおむね無視できる程度であったことから、タイ王国軍のなかで海軍の地位は低いものとされていた。軍事予算の大部分は陸軍が獲得し、ついで空軍が戦闘機など高価なプロジェクトのため配分を受け、海軍予算は老朽化する艦艇の更新すらままならない程度であった。
しかし1980年代に入ると、タイ国共産党の弱体化やベトナム軍のラオス・カンボジアからの撤退によって陸上からの脅威が減少する一方、国連海洋法条約採択によって200海里の排他的経済水域（EEZ）が制定されたのを受けて、南シナ海でも海洋権益を巡る紛争が顕在化した。この情勢を受けて、地域において主要な役割を担いうる海軍部隊の整備が国家の関心事となり、そのための予算が配分されるようになった。
1980年代後半、タイ陸軍は、中華人民共和国からいわゆる「友好価格」で提供された装備によって装甲部隊の整備を進めていた。「中国との密接な関係の維持はタイの安全保障にとって極めて重要である」という国家最高司令官の指導もあり、海軍も陸軍に倣って、中国製の戦闘艦を発注することとした。これによって建造されたのが本級である。1988年7月18日にまず2隻が発注され、1989年8月に更に2隻が追加された。

## 設計
053HT型は、中国人民解放軍海軍の053H2型（江滬III型）に準じた設計を採用しており、中央船楼型の船型も踏襲された。船体構造は脆弱で、ダメージコントロール能力は劣弱だといわれている。
主機としては、MTU 20V1163 TB83ディーゼルエンジン4基で2軸のスクリュープロペラを駆動するCODAD構成としており、出力はオリジナルよりも強力だが、実際の速力は28ノットがせいぜいだといわれている。電源としては、MTU 8V396ディーゼルエンジンを原動機とする出力400キロワットの発電機4基を搭載する。

## 装備

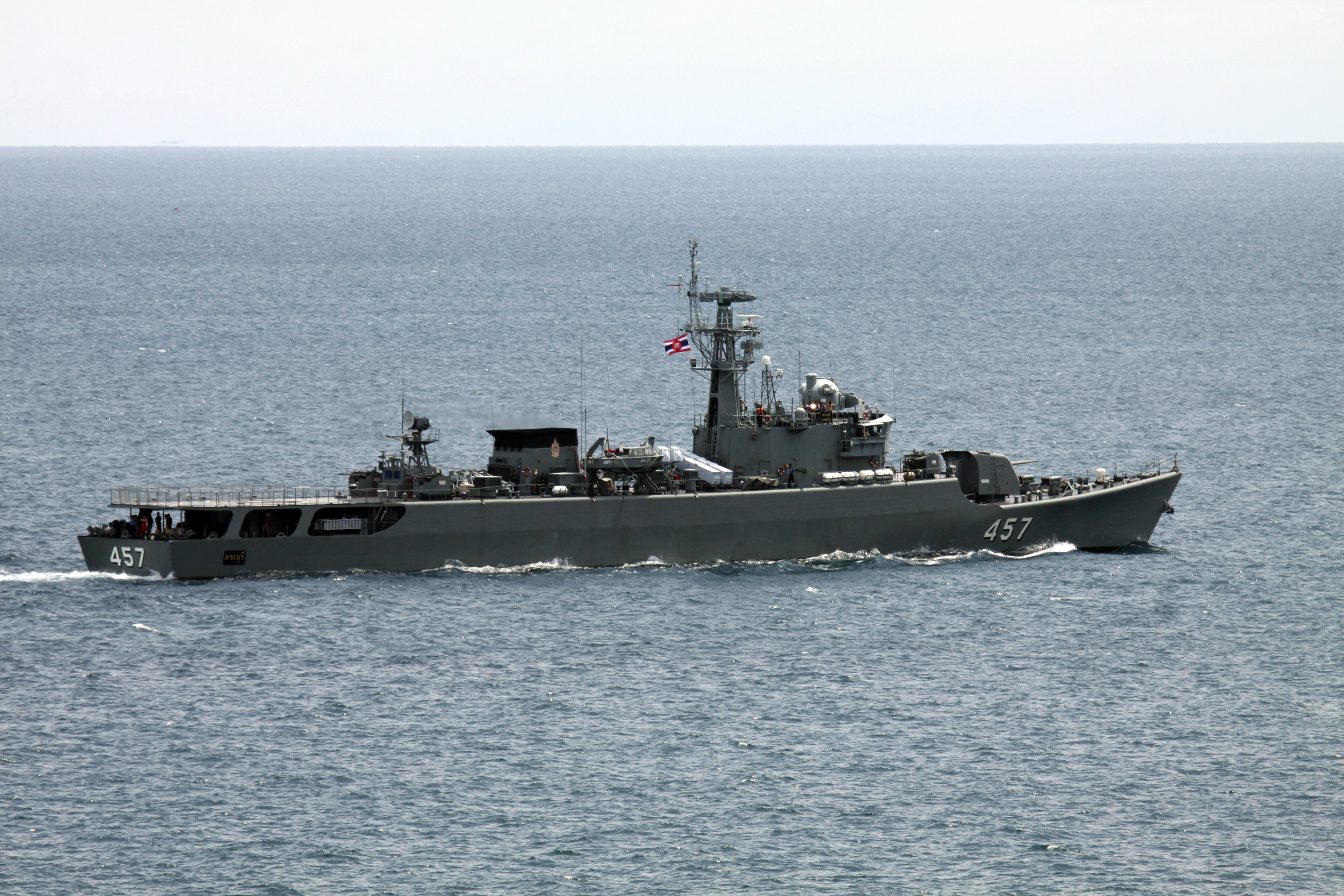
「クラブリ」の艦尾側からの艦影

当初の計画では、船体のみを中国製として、装備は西欧諸国製のものにすることも検討されていたが、これは実現せず、053HT型では、基本的には053H2型に準じた装備が搭載された。戦術情報処理装置は053H2型と同系列のZKJ-3を搭載した。その後、1999年には、本級のうち2隻のためにミニCOSYSが発注された。
艦砲としては、船首甲板と船尾甲板に56口径100mm連装砲を1基ずつ設置しており、艦橋構造物上のウォク-ウォン方位盤（343型レーダー装備）による管制を受ける。また対空兵器としては63口径37mm連装機銃を搭載しており、船首楼甲板後端部の341型レーダーによる管制を受ける。ただしこれらの砲熕兵器は、第二次世界大戦末期の連合国艦艇と同程度の技術水準であり、就役時点で既に時代遅れとなっていた。
対艦兵器としてはC-801艦対艦ミサイルの4連装発射筒2基を搭載した。その後、2009年には「クラブリ」のC-801がC-802の連装発射筒2基に換装されており、他の艦でも同様の改修が検討されている。
なお、053HT(H)型では後部砲塔を撤去して、船尾甲板上に架するかたちでヘリコプター甲板が設置されており、格納庫はないものの、UH-1汎用ヘリコプターの運用に対応している。

## 同型艦

### 一覧表
| #   | 艦名                            | 起工      | 進水           | 就役          |
| --- | ------------------------------- | --------- | -------------- | ------------- |
| 455 | チャオプラヤー HTMS Chao Phraya | 1989年4月 | 1990年6月24日  | 1991年4月5日  |
| 456 | バーンパコン HTMS Bangpakong    | 1989年    | 1990年7月24日  | 1991年7月20日 |
| 457 | クラブリー HTMS Kraburi         | 1990年    | 1990年12月28日 | 1992年1月16日 |
| 458 | サーイブリー HTMS Saiburi       | 1990年    | 1991年6月29日  | 1992年8月4日  |

### 運用史
ダメージコントロール能力の低さを少しでも是正するため、タイに到着してすぐ、全艦がドック入りして改修を受けた。また上記の通り、中国製の兵装は、1990年代の時点で完全に時代遅れとなっていたが、海軍当局は、取得コストの低さについては高い評価を与えていた。
本級は、主として海賊対処などの海上警備行動に投入されており、月替りでタイ王国水上警察に配属されている。
「クラブリ」は2004年12月26日のスマトラ島沖地震に伴う津波によって大破したが、2005年2月には現役に復帰した。